# ロックマンDASH 鋼の冒険心
『ロックマンDASH 鋼の冒険心』（ロックマンダッシュ はがねのぼうけんしん）は、カプコンから1997年12月18日に発売されたプレイステーション向けの3Dアクションゲームである。
キャッチコピーは「出会った人の顔、おぼえてますか?」。

## 概要
ロックマンシリーズ生誕10周年記念作品の第4弾。発表時はロックマンNEO（ロックマンネオ）のタイトルで『バイオハザード ディレクターズカット』に体験版が付属されていたが、後にタイトルを現在のものに改め、ゲーム内容を一部変更して発売された。ジャンルはフリーランニングRPG。発売後、『ロックマン バトル&チェイス』と『ロックマンX4』のベスト版には本編ミッションの一部を選択して遊ぶことができる「ダイジェスト版」が収録された。さらにその後NINTENDO 64、Windows、PSPに移植された。
機種によって以下の追加・変更がある。
NINTENDO64版
- テーマソングが削除され、該当する場面はゲーム中のBGMや専用の音楽に差し替えられる。

Windows版
- オリジナル設定画集を収録。

PSP版
- デモに字幕を追加。オフにはできない。
- 16:9のワイド画面となり、本来の画面サイズでは見えない所が見えるようになった。本来の画面サイズもオプションで選択可能。
- オロナミンC、代々木アニメーション学院とのタイアップ要素が削除され、別のアイテムや建物に差し替えられている。
- 日本国外版ではアイテム「エロ本」が「マンガ本」に変更されていたが、PSP版では国内版でもそれに倣っている。

なお、パッケージは当初黒地にタイトルとボーン一家のマークが描かれているだけというものだったが、ベスト版以降はキャラクターの映ったイラストが用いられている。

## ストーリー

### プロローグ
大陸のほとんどが海へと沈んだ未来の地球。かつての文明が忘れられた地で、人々はまた独自の文化を形成し、生活を営んでいた。しかしながら、あえて忘れられた過去の遺産を掘り起こし、それを糧として生きる者もまた存在し、人々は彼らを「ディグアウター」と呼んだ。
ある日、ディグアウターであった「バレル・キャスケット」は、遺跡で一人の赤ん坊を拾った。彼は赤ん坊に「ロック・ヴォルナット」と名づけ、生まれたばかりの孫娘である「ロール・キャスケット」と共に育てることにした。
それから14年後。共に成長した2人は、行方不明となったロールの両親の遺志を継ぎ、ディグアウターとして旅をしていた。彼らが捜し求めるのは、ロールの両親の唯一の手がかりである、「大いなる遺産」である。ロックは自身と共に発見された謎のサル型ロボット「データ」を相棒に、ロールのサポートを受けながら今日も遺跡のディグアウト（発掘）に向かう。

### 本編
遺跡から脱出しディグアウトを終え、ディフレクターの回収に成功したロックたち。しかしその後、彼らが乗る飛行船であるフラッター号にエンジントラブルが発生する。ロールは急遽偶然近くにあった「カトルオックス島」へ進路を変更し、フラッター号は不時着する。カトルオックス島はバレルの元助手のアメリアが市長を務めており、一行は市街地に招待され、フラッター号の修理も兼ねて島にしばらく滞在することになる。
島は今、空賊に狙われていており、住民は避難に追われていた。島の地下には広大な遺跡群が張り巡らされ、特に三つの「サブゲート」と呼ばれる未調査の遺跡、そして最も巨大だが入り口が存在しない「メインゲート」という遺跡は未だ見ぬ発掘品や秘密が眠っているとされていた。空賊はそれを狙い、サブゲートの鍵を渡すようにアメリアに要求していたのだ。そんな折、ロックは市民の飼い犬に追い掛けられていた少女を助ける。その直後、空賊が市街地を襲撃する。市庁舎に残ったバレルとアメリアを助けるべくロックは市街地に戻り、空賊「ボーン一家」のメカと戦う。先程の少女はボーン一家の長女「トロン・ボーン」だった。ロックはトロンの乗るメカやボーン一家末弟の「ボン・ボーン」を撃退してバレルとアメリアを救出する。しかしその頃、ボーン一家長男の「ティーゼル・ボーン」が北のクローサーの森にあるサブゲート周囲に大穴を開け、鍵無しで強引に掘り出そうとしていた。ロックはティーゼルの乗るメカ・マオルヴォルフを破壊して盗掘を阻止する。アメリアは空賊から島を守った礼としてロックにサブゲートを含む島の遺跡のディグアウト権を与え、同時に調査を依頼する。カトルオックス島は「大いなる災い」と呼ばれる災厄によって数百年毎に滅んできたという言い伝えがあり、遺跡を調査すれば何かが分かるのではないかと考えられていた。フラッター号を修理するためにもロックとロールはサブゲートのディグアウトに臨む。
ロックはまず南のカードンの森のサブゲートを調査し、最奥部で大きなイエローディフレクターを手に入れた。フラッター号を直すには不十分だが別の使い道を探し、ロックとロールはレイクサイドパークにあるワイリーのボート屋を訪れる。ロールはイエローディフレクターを使って壊れていたボートを修理し、彼女のメカへの愛情を知ったワイリーは快くボートを貸し出す。ロールの操縦するボートでロックは湖にあるサブゲートを目指し、襲ってきたボーン一家を撃退して巨大なレッドディフレクターを入手する。これによってようやくフラッター号は再び飛び立つのだった。
最後のクローサーの森のサブゲートはティーゼルが掘り返したために地上からは入れなくなっていたが、フラッター号でなんとか進入に成功する。内部の端末には不可解な言葉が謎の文字で書かれていたが、何故かロックはそれを読めた。不思議に思いつつも調査を進め、端末を操作したことでメインゲートの入り口が開く。ロックはフラッター号で町に引き返すも、その途中でボーン一家が最後の戦いを挑んできた。激しい空中戦の末、ボーン一家の母船・ゲゼルシャフト号を撃墜し、襲い掛かって来た彼らの飛行メカも撃破する。しかしメカの爆発から一家が脱出した様子は無く、ロックとロールは苦い思いを抱いて帰還する。
メインゲートに入り込むとそこはこれまでのどの遺跡とも異なる雰囲気の建造物だった。調査の過程でロックは旧市街地の廃工場に潜伏していたボーン一家と再会。思わず彼らの無事を喜ぶロックだったが、一家は最新作のメカで戦いを挑んで来る。これを撃退するとティーゼルは潔く負けを認め、島の宝は諦めると言ってトロン、ボンと共に去って行く。しかしそれは大嘘で、ロックがメインゲートの宝を手に入れたら横取りするつもりだった。
メインゲートの奥に進んだロックだったが、そこで島の市政官を名乗る「ロックマン・ジュノ」という謎の人物と遭遇する。彼はロックをマザー直属の1等粛清官「ロックマン・トリッガー」と呼ぶが、ロックには何のことか分からない。そして彼は島の住人を「デコイ」と呼び、増え過ぎた彼らを初期化という形で皆殺しにすると言う。ロックはジュノに拘束されるが、後を付けて来たボーン一家に助けられ、島の初期化を阻止するべくジュノを追って遺跡の最深部に向かう。ジュノは既に島の初期化処理を申請し、実行者となる1万人を乗せた「エデン」が宇宙より降下を始めていた。巨大な戦闘ユニットも保有するジュノを死闘の末に打ち破るロックだったが、エデンを止める術は無く絶体絶命に陥る。しかし寸前でデータがロックマン・トリッガー名義の割り込み命令を出し、初期化命令は無期限凍結という形で中止された。エデンは宇宙へと去り、ひとまず島の危機は去った。データは自身がロックの外部記憶装置であり、マザーからのハッキングを回避するべくロック自身に作られたと明かし、今はまだ何も言えないがいつかロックの秘密を全て話すと言った。
島の危機を救い、フラッター号も直ったことでカトルオックス島を去る時が来た。ロックは人々に別れの挨拶を告げ、フラッター号は島を飛び立っていく。その姿を島の人々が見送りに来てくれた。またあんな良い人たちに出会いたいと思いつつ、一行は次の冒険に出発する。一方、その遥か下ではボーン一家のオンボロ船がゆっくりと海を進んでいた。彼らはロックを助けた後、メインゲートにあった虹色の超巨大ディフレクターをちゃっかりせしめていたのだった。

## 登場キャラクター

### 主要キャラクター
ロック・ヴォルナット（Rock Volnutt）
ロール・キャスケット（Roll Casket）
バレル・キャスケット（Barrel Casket）
データ（Data）
トロン・ボーン（Tron Bonne）
ティーゼル・ボーン（Tiesel Bonne）
ボン・ボーン（Bon Bonne）
コブン（Kobun）

### カトルオックス島の住人
アメリア（Ameria）
声 - 横山智佐
カトルオックス島の市長。大学在籍中にバレルの助手をしていた経歴がある。島に不時着したロックたちに市民カードを発行したり、ロックの腕を見込んで各ゲートの探索を依頼しディグアウト免許を発行するなど、陰ながら重要な役割を果たす。

美術館館長
声 - 大谷育江
島にある美術館の若き女性の館長。サブイベントをこなすことで、遺跡で見つけた宝物の鑑定を行なってくれるようになる。宝物を集めても本人からは何も貰えないが、客として現れる女の子から最強武器の素材を貰うことができる。

警部
声 - 坂東尚樹
島の警部。元々島ではあまり事件は起きないので、大きな事件には慣れておらず、空賊たちによる襲撃の際にはロックに頼ることになった。警察署に寄ると事件調査の依頼をされることがある。

ワイリー（Wily）
声 - 坂東尚樹
ジュウイン湖でボート屋を経営している老齢の男性。今回の事件でボーン一家にボートの大半を盗まれたため、営業停止を余儀なくされていた。1つだけ残っていた壊れたボートを修復してくれたロールに感謝し、ジュウイン湖のサブゲートに行こうとしていたロックに無料で貸した。名前は元祖ロックマンシリーズに登場するDr.ワイリーと同じで外見も似ているが、温厚で親切な性格。彼も昔はディグアウターをしていたらしい。

アイラ（Ira）
声 - 大谷育江
足が不自由で、車椅子で生活している少女。リハビリを続ければ歩けるようになると本人は信じているが、カトルオックス島の病院の設備では治すことができない。サブイベントとして、治療に必要な医療機器の設備投資を行なえば回復する。

ジャンク屋夫妻
アップルマーケットでジャンク屋を営む夫婦。ダンジョンに潜って帰ってこない夫を捜すことが島でのロックの最初のミッションとなる。ロックが妻から名前を聞かれた時に「ヒポポタマスです」と答えることもできるが本当にそう呼ばれてしまう。
昔は夫婦でディグアウトをしていたが、潜るのは妻の役目だった。

ジム、オッシュ、ベンスリィ
島に住む悪ガキ3人組。最初はロックを余所者として警戒していたが、後に秘密基地製作の工具調達を依頼する。秘密基地完成後はロックを仲間として認め、特定の品（カブトムシなど）を届けるなどすると貴重なアイテムをくれる。

TVリポーター
声 - 横山智佐
カトルオックスTVのリポーター。いつも笑顔。彼女のリポートが見られるのは初回およびエンディングのみで、普段はテレビ局前などにいる。
続編の『ロックマンDASH2』にも姿を現しているが、謎の女性にロッカーに閉じ込められる災難に遭う。

### 敵キャラクター
ロックマン・ジュノ（Rockman Juno）
声 - 石田彰
本作のラストボス。マザー直属の3等市政官。瞳が見えない細目で常に笑みをたたえており、また丁寧な言葉遣いから一見温厚そうだが、本性は冷酷。さらに、戦闘態勢を取ると言葉遣いも荒々しくなる。カトルオックス島のデコイ（島の住民）の管理と必要に応じた処分（増えすぎたデコイの処理）を行う。ロックをマザー直属の1等粛清官と知っており、「ロックマン・トリッガー様」と呼ぶ。
過去何度も島の文明を滅ぼしてきたという「大いなる災い」の正体。メインゲートの最下部に眠っていたが、3つの鍵を手にしたロックによって眠りを解かれ、「都市型機動兵器運用における条例A-10」（デコイの数は規定数以上増やしてはならない、規定数を超えた場合は速やかに処理すること）に基づいてデコイの処理のため活動を開始する。ロックが記憶を失っていることを知るといきなりトラップを発動させて動きを封じ、エデンに申請することで島民の抹殺を行おうとした。
もともと戦闘向けのモデルではないが、処理を阻止しようとするロックに対し、島を管理する者として「免責特権の行使」を宣言。エデンが初期化処理申請を受理可能な高度に降りてくるまでの間、ロックと戦うことになる。
上半身は人型だが、下半身は巨大な分銅のような形状で足はなく、両腕は浮遊している。そのため体格自体は大きい。本体は頭部と胸部からなるユニットであり、それより下が破壊されたとしても活動できる。ロックとの戦いで初期の胴体を破壊されると、長大な背骨のような胴体を持つ大型の戦闘ユニットと合体し第二形態に移行する。
ロックに敗北した後は「市政官モデルの自分では、やはり粛清官を倒すのは無理だった」と言いながらも、降下してきたエデンに対しカトルオックス島の初期化処理を申請し、エデンの職員1万人を降下させ、島民を抹殺しようとする。そして次に目覚める時に備えて自身のメモリーをバックアップするようエデンに申請し爆散した。しかし、データがロックマン・トリッガーの名義で行った割り込み命令により初期化命令は無期限凍結されたうえ、ジュノ自身もイレギュラー化の嫌疑ありという理由によりロックマン・トリッガーがすでに処理したと報告され、バックアップデータが消去されたことで完全な死を迎えた。
ちなみに割り込み命令ではカトルオックス島の後任市政官は「しばらくトリッガーが兼務し、後ほどマザーの判断を仰ぐ」とされていたが、エデン側はトリッガーに関するログを機密保持のために全て消去し、マザーへの報告はトリッガー自身が行うように返答している。当のロックもそのまま島を離れたことでカトルオックス島は市政官不在となり、当面は「大いなる災い」から解放された。
外部作品である『NAMCO x CAPCOM』では、復活するもメモリーを失った状態となっていた。記憶を取り戻した後はロックを「私を陥れようとしている敵」として認識し、正真正銘のイレギュラーと化した。

## 登場メカ
フラッター号（FLUTTER）
ロックたちが移動・生活手段に使っているマンボウのような形状の船。個室やリビングなど内部は充実している。なお、入口から左部分は機関室となっていて、ロール以外は入ることができない。
かなり年代物の船であちこちにガタがきている。今作ではこの船の不時着によりカトルオックス島に行くこととなる。復活させるまでは中には入れないうえ、復活してもゲームクリアまで島外には出ることができず、移動としても高所の遺跡に行くときに使うくらいである。

ロック・サポートカー（ROCK SUPPORT CAR）
通称：サポートカー。ジャンク屋の夫婦にもらった車をロールが改造し使えるようにした。主に島での移動やアイテム開発、セーブに用いられる。

### ボーン一家
ドラッヘ（DRACHE）
ボーン一家の小型戦闘機。あらゆる場所に現れる一番登場数の多いメカ。武装はマシンガンのみ。
色は基本的に赤だが、ゲーム後半には黒色の機体も登場する。搭乗者はコブン。

ブルムベア（BRUMMBÄR）
セントラルタウンで市庁舎のカギを守る3体のメカ。赤、黄、青の3タイプ存在し、赤は攻撃力が高く、黄色は体力が高く、青はスピードが速いと特徴がある。武装はマシンガンと、搭乗しているコブンによる爆弾攻撃。
カギは互いにパスしながらリレーをしていくが、最初は必ず青が持つことになる。搭乗者はコブン。

フェルディナント（FERDINAND）
セントラルタウンで戦う巨大なタコ型メカ。巨体にもかかわらずジャンプや4つの足についたタイヤで高速移動するなど素早く、このゲーム最初の強敵。武装は連射と回転の2種類のマシンガン、連続爆弾、突進、ドリル型の火炎放射と多彩。
かなりの強敵だが、開発途中だったのか右前脚の装甲が一部外れており、そこに攻撃すれば仰け反るなど弱点がある。搭乗者はトロン。

ホルニッセ（HORNISSE）
市庁舎を占領した空中専用メカ。ブルムベアと同じ赤、黄、青の3色がいるが性能に大差はない。巨大なアームを持っているが攻撃には使わず、上空を飛び回りながら爆弾を降らしたり、メーベルヴァーゲンが倒されると補充をしに行くことから、このステージ攻略のために最初に倒すべき相手。
搭乗者はコブン。

メーベルヴァーゲン（MÖBELWAGEN）
市庁舎を占領した地上メカ。マオルヴォルフの量産型で、建物の破壊をメインとしており、攻撃はしてこない（移動中や破壊中に当たるとダメージはある）。赤と黄色の2種の機体が存在し、赤は市庁舎を集中的に、黄色は当たりの建物を手当たり次第破壊する。
搭乗者はコブン（公式資料より）だが、倒してもコブンが中から出てくることはない。

ボン・ボーン（ホルニッセ仕様）（BON BORN（HORNISSE SPEC））
ボーン一家の次男であり詳しくは前述の通り。
ホルニッセのような巨大なアームを持っており、攻撃方法はおしゃぶり、手を叩く、複数の誘導ミサイルの3種類。

レオポルド（LEOPOLD）
ボーン一家主力の小型戦車で都市制圧が主な目的だが、登場場所は森のみ。攻撃は大砲とマシンガン。
移動速度は遅い。搭乗者はコブン。

マオルヴォルフ（MAULWURF）
遺跡のカギが手に入らず業を煮やしたティーゼルが持ち出した巨大発掘用メカ。北の森にあるクローサーの森の遺跡を掘り進み、巨大な穴を作ったほどのパワーを持っている。武器は場所によって変化する誘導ビーム、ヘリコプター型爆弾、搭乗しているコブンの爆弾の3つ。
強度の高い装甲を持っており普通の攻撃は効かないが、後ろのデッキに乗って、頭部後ろの扉が空いた瞬間に攻撃することで倒すことができる。またキャタピラを破壊することで機動力を低下させられる。搭乗者はティーゼルとコブン。大金を掛けた相当の自信作だったらしく、破壊されるとティーゼルはロックへの恨み言を叫びながら撤退する。

ズーフ・ゲレード（ZUFF GELEIDO）
ボート屋のボートを盗んで改良した水上型メカ。バルコン・ゲレードの量産型で、ロールの操縦するボートとボート上のロックに攻撃をしてくる。攻撃方法も色によって変化し、赤は水上を走る魚雷、黄色はミサイルを使う。
なお、攻略本などには緑で描かれているが、この色の機体は登場しない。搭乗者はコブンだが、倒してもコブンが中から出てくることはない。

バルコン・ゲレード（BALKON GELEIDO）
カエルの頭と腕、後ろにデッキを備え付けたような巨大水上メカ。攻撃方法は数発同時発射のミサイルと大砲、そして最後に誘導ビームを使ってくる。ボーン一家全員が搭乗している。

ゲゼルシャフト号（GESELLSCHAFT）
ボーン一家の巨大戦艦。フグのようなデザインで緑色を基調としている。ボーン一家の生活空間でもあり、中には食堂や特訓ルーム、倉庫など複数の部屋がある。攻撃方法はあらゆる角度への砲撃やビームなど。ボーン一家全員が搭乗している。
なお、このメカを作るためにティーゼルは100万ゼニーもの借金をした（『トロンにコブン』より）。

フォッケウルフ（FOCKE-WULF）
大破したゲゼルシャフト号から現れた巨大人型空中メカ。両腕が翼になっており、それを使って飛行する。武装はマシンガン、ミサイル、バルカンの3種。ボーン一家全員が搭乗している。敗北時には穏やかに負けを認め、そのまま爆発に巻き込まれたと思われたが脱出しており、後にテオドール・ブルーノの開発に着手する。

テオドール・ブルーノ（THEODOR BRUNO）
ロックにことごとくやられたボーン一家が旧市街地で作っていた最後のメカ。その巨体と攻撃力は今までのボスを圧倒しており、このゲーム最大の敵。体力は本作のボスで最も高い。武装はホーミングミサイル、爆弾、時差で2連発放つ誘導ビーム。
ボーン一家全員が搭乗している。敗北後はロックの名前を尋ね、負けを認めて「この島の宝はあきらめる」と潔く去っていく。しかしそれはロックを欺く演技であり、実際はロックが宝を手に入れたら横取りするつもりだったのだが、結果的にそれが後にロックの危機を救うことになる。

## 舞台
塔の遺跡
物語の序盤に登場する遺跡。海の真ん中にそびえ立っており、ここで操作方法など基本的なチュートリアルが行われる。小さな水色のディフレクターが存在する。

カトルオックス島
塔の遺跡脱出後、フラッター号のエンジントラブルによってロックたちが不時着した島。
島には遺跡の機能を流用したゲートで区切られた街があり、大きな湖もある。島の各所には小さな遺跡の他に「サブゲート」と呼ばれる大きな遺跡、入り口の存在しない「メインゲート」と呼ばれるさらに巨大な遺跡が存在する。
島の歴史は古く、100年ほど前に発見された。最初は廃墟の連なる荒れた島だったが、60年ほど前に地下の遺跡から良質のディフレクターが発見されたことで一気に発展した。その後、島を調査したアメリア博士によって島に残る遺跡がいくつかの異なる年代のものであったことが判明し、島で幾度か文明が発展しては滅んでいたことが明らかになった。
島には「大いなる災い」という言い伝えがあり、数百年おきに島の地下に眠る大いなる災いが目を覚まし、その時島の人間全てが滅ぶとされている。島の遺跡からはその様子を示す絵が発見されており、美術館で展示されている。この不気味な災いの噂や、島の遺跡を調査した初期調査隊の事故によって島から離れる人が後を絶たず、近年は人口の流出に悩まされている。

## 特殊武器
| 名称                 | 性能                                                                         |
| -------------------- | ---------------------------------------------------------------------------- |
| ノーマルアーム       | 標準装備。特に能力は無いので、代わりに右足でキックを行う。                   |
| マシンバスター       | 連射性に優れる。威力は低いがバスターと同じように移動しながら使える。         |
| パワードバスター     | 長射程、高威力だが、連射はできない。この武器のみ青い部分が一切ない。         |
| ドリルアーム         | ダンジョン内の脆い壁を破壊することができる。攻撃も可能だが射程は非常に短い。 |
| グレネードアーム     | 壁にぶつかると跳ね返るボムを投げる。移動しながら使える。                     |
| スプレッドバスター   | 複数ボムを、扇状に一斉発射する。広範囲を攻撃できる。                         |
| バキュームアーム     | 攻撃力は無いが、周囲のディフレクターを引き寄せ、集めることができる。         |
| アクティブバスター   | ホーミングミサイルを発射する。最大まで強化するには莫大な費用が必要。         |
| ブレードアーム       | エネルギーブレードで敵を切る。射程は短いが威力は大きい。                     |
| グランドグレネード   | 大型グレネードを投げる。脆い壁を破壊することもできる。                       |
| スプラッシュマイン   | 初めに手に入る武器。地面に設置する地雷型。ロックが踏んでもダメージを受ける。 |
| シールドアーム       | 正面の攻撃を防ぐ。爆風は防げない。                                           |
| シャイニングレーザー | 敵を貫通するレーザー状のエネルギーを発射する。                               |

## テーマソング
- 『another sun』（作詞：友利歩未 作曲：深田太郎 編曲：西村麻聡 歌：森下玲可 / 挿入曲、TVCF曲）
- 『あなたの風が吹くから』（作詞：友利歩未 作曲：深田太郎 編曲：西村麻聡 歌：森下玲可 / エンディング曲）

1997年12月25日シングルCD発売（両曲収録）。『another sun』はゲーム中にCDショップでフルバージョンが聴ける。NINTENDO64版にはこれらテーマソングは収録されていない。

## サウンドトラック
『ロックマンDASH オリジナル・サウンドトラック』は本作のBGMと主題歌を収録したサウンドトラック。CD一枚組、全40曲。
| #   | タイトル                                                 | 作詞 | 作曲・編曲 |
| --- | -------------------------------------------------------- | ---- | ---------- |
| 1.  | 「another sun」                                          |      |            |
| 2.  | 「最後の扉」                                             |      |            |
| 3.  | 「ディフレクターの罠」                                   |      |            |
| 4.  | 「塔からの脱出」                                         |      |            |
| 5.  | 「ハンムルドール登場!」                                  |      |            |
| 6.  | 「カトルオックス島へ」                                   |      |            |
| 7.  | 「アップルマーケット」                                   |      |            |
| 8.  | 「ハプシコードのためのコンチェルト嬰ニ短調（CD屋より）」 |      |            |
| 9.  | 「恋の予感?」                                            |      |            |
| 10. | 「ブルムベアを追いかけろ!」                              |      |            |
| 11. | 「俺たちボーン3兄弟」                                    |      |            |
| 12. | 「フェルディナント!」                                    |      |            |
| 13. | 「シュメッターリンクのボン・ボーン」                     |      |            |
| 14. | 「ゲゼルシャフト号のティーゼル・ボーン」                 |      |            |
| 15. | 「マオルヴォルフ!」                                      |      |            |
| 16. | 「憂愁のティーゼル・ボーン」                             |      |            |
| 17. | 「反省室」                                               |      |            |
| 18. | 「カードンの森のサブゲート」                             |      |            |
| 19. | 「レイクサイドタウン」                                   |      |            |
| 20. | 「復讐に燃えるボーン一家」                               |      |            |
| 21. | 「バルコン・ゲレード」                                   |      |            |
| 22. | 「閉じ込められたバルコン・ゲレード」                     |      |            |
| 23. | 「ジュウイン湖のサブゲート」                             |      |            |
| 24. | 「ガルドリテン!」                                        |      |            |
| 25. | 「フラッター号」                                         |      |            |
| 26. | 「クローサーの森のサブゲート」                           |      |            |
| 27. | 「カルムナバッシュ!」                                    |      |            |
| 28. | 「フラッター号VSゲゼルシャフト号」                       |      |            |
| 29. | 「ゲゼルシャフト号!」                                    |      |            |
| 30. | 「フォッケウルフ!」                                      |      |            |
| 31. | 「メインゲート」                                         |      |            |
| 32. | 「テオドール・ブルーノ!」                                |      |            |
| 33. | 「改心」                                                 |      |            |
| 34. | 「プレゼント（F.ショパン『ノクターン』から）」           |      |            |
| 35. | 「誰も知らない場所で」                                   |      |            |
| 36. | 「オリジナル・ヒト・ユニット居住区」                     |      |            |
| 37. | 「ガイニー・トーレン!」                                  |      |            |
| 38. | 「ジュノ・最終戦闘体型（J.S.バッハ『小フーガ』から）」   |      |            |
| 39. | 「またね」                                               |      |            |
| 40. | 「あなたの風が吹くから」                                 |      |            |